# Apringio
Apringio (Beja, VI secolo – VI secolo) è stato un vescovo portoghese.
Padre della Chiesa, fu autore di un vasto commento all'Apocalisse.